# Emeterio González Flores
Emeterio González Flores (Querétaro, Estado de México (actualmente Querétaro), 3 de marzo de 1783 - Ciudad de México, 1812) fue un novohispano de ideología liberal que participó, junto con su hermano Epigmenio González, en la Conspiración de Querétaro ocurrida poco antes del inicio de la guerra por la Independencia de México.

## Semblanza biográfica

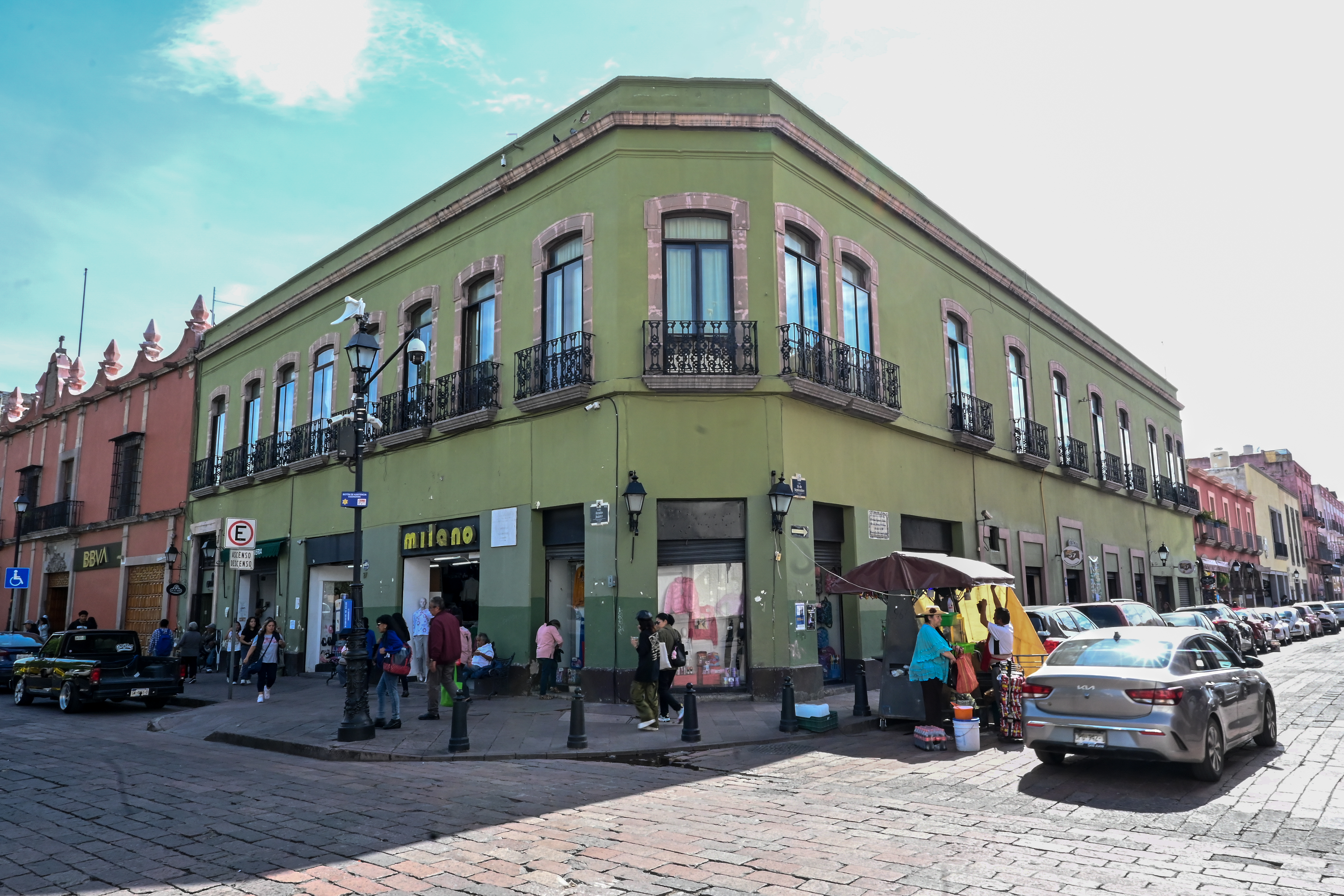
Edificio que ocupa el predio en donde estuvo la casa de los hermanos González en Querétaro.

Emeterio González nació en Querétaro en 1781. Sus padres fueron José María González y Rosalía Flores. Desde joven se dedicó a los negocios en su ciudad natal.
Junto a su hermano Epigmenio González, participó en la Conspiración de Querétaro de 1810 que encabezó el cura Miguel Hidalgo. Emeterio y Epigmenio acopiaron armas en su domicilio hasta que fueron denunciados y detenidos.
Ambos hermanos fueron llevados a Ciudad de México. Aquí se les condenó al destierro. Antes de ser desterrados, fueron descubiertos en otra conjura. Emeterio fue juzgado nuevamente y se le sentenció a muerte. Fue ejecutado en Ciudad de México en 1812.
Participó en las tertulias literarias organizadas en la casa del corregidor Miguel Domínguez, durante las cuales se gestó un plan de independencia de la Nueva España. Los principales integrantes de la conspiración fueron la propia esposa del corregidor Josefa Ortiz, Miguel Hidalgo y Costilla, Juan Aldama, Ignacio Aldama e Ignacio Allende.
Los hermanos González fabricaron y almacenaron cartuchos es su domicilio, en la trastienda de su negocio. Fueron descubiertos y denunciados por Francisco Buera, el corregidor no tuvo otra opción que girar órdenes para aprehenderlos y trasladarlos a la Ciudad de México. Los hermanos fueron encarcelados y sentenciados a destierro, pero durante su estancia en prisión iniciaron nuevamente la labor de promover el movimiento independentista. Cuando se descubrió esta nueva conspiración, Emeterio fue juzgado por segunda ocasión y se le sentenció a muerte.